# Маха Чакри Сириндхорн
Маха Чакри Сириндхорн (на тайски: สมเด็จพระเทพรัตนราชสุดาฯ สยามบรมราชกุมารี) е родена на 2 април 1955 година. Тя е тайландска принцеса от Династията Чакри. Считана е за потенциален претендент за престола на Тайланд след смъртта на своя баща – крал Пхумипхон Адунядет. Не е ясно дали Конституцията на Тайланд позволява жена на трона и все пак след смъртта на баща ѝ през 2016 година на трона не сяда тя. Тя е третото дете и втората дъщеря на крал на Тайланд Пхумипхон Адунядет.
В чест на принцеса Маха Чакри Сириндхорн са наименовани различни институции, видове растения и животни. Принцесата има множество награди и почетни знаци, в това число и чуждестранни.

## Биография
Маха Чакри Сириндхорн получава разностранно образование, в това число в чужбина. Има няколко научни степени (PhD, 1987) и преподавателски опит.
Маха Чакри Сириндхорн въвежда и използва активно принципа за използване на образованието като средство за обществено и социално развитие. Опитът, който тя придобива по време на докторантурата си, заедно с предишния си опит в тази област, ѝ служи като основа за нейното последващо участие в дейностите за развитие на общността и обществото в Тайланд като цяло.
Тя ръководи няколко благотворителни организации и фондации и е изпълнителен вицепрезидент на обществото на Тайния червен кръст от 1977 година насам, Изпълнителен председател на Фондация „Чайпатана“, отговарящ за проектите за развитие и опазване на околната среда на Негово величество, на Фондация Ананда Махидол (за насърчаване на висшето образование), Фондация „Крал Рама II“ (за опазване и популяризиране на тайландската култура), Президент е на фондация Саи Джаи Таи (за подпомагане на ветераните с увреждания), фондация „Награда Принц Махидол“ (да присъжда годишно на членове на международната общност за изключителни постижения в областта на медицината и общественото здраве) и съветник на Комитета на Таи Проект за енциклопедия за младежи от кралското командване.
По повод 55-ия ѝ рожден ден са освободени 35 000 затворници, страдащи от тежки заболявания, при положение че са излежали половината от присъдите си или не по-малко от 3 години. От кралската амнистия ще се възползват и лишените от свобода жени, навършили 60 години. Отменят се и всички смъртни присъди, като се заменят с лишаване от свобода с 50 годишен срок.
Избрана през 2009 година сред „Десетимата най-заслужили чуждестранни приятели на Китай“ – допринесла много за културния обмен и приятелството между китайския и тайландския народ.
Принцеса Маха Чакри Сириндхорн говори тайландски, английски, френски, китайски и немски език.